# Spilosoma nigrociliata
Spilosoma nigrociliata là một loài bướm đêm thuộc phân họ Arctiinae, họ Erebidae.